# Josip Boljkovac
Josip Boljkovac (Vukova Gorica, 1920. november 12. – Károlyváros, 2014. november 10.)  horvát politikus, a Horvát Köztársaság első belügyminisztere volt.

## Élete
1920. november 12-én született Vukova Goricán, Netretić községben. Károlyvárosban tanult szabászatot. A második világháború alatt a Nemzeti Felszabadító Mozgalom (NOP) tagja volt. 1951-ig a károlyvárosi járási Népvédelmi Osztály (OZNA) alkalmazásában állt, Később Károlyváros polgármesterévé nevezték ki, ezt a posztot 1963 és 1969 között töltötte be. majd Zágrábba ment, ahol 1953-ig az Útlevél- és Határügyi Osztály vezetőjeként a Horvát Szocialista Népköztársaság Belügyminisztériumában dolgozott. Ezen a helyen közreműködött számos jeles horvát személyiség útlevelének kiadásában. 1961-ben szerzett diplomát a Zágrábi Egyetem jogi karán. 1963-ig a károlyvárosi járási rendészeti alapigazgatás vezetője volt. Ő fedezte fel, hogy a Póla és Brioni felé vezető postavonalakat lehallgatják, és erről értesítette a horvátországi OZNA vezetőjét, Ivan Krajačićot, Krajačić pedig Titót, így segített feltárni Ranković lehallgatási ügyét. 1963-tól 1969-ig Károlyváros polgármestere volt. 1963-tól 1972-ig parlamenti képviselő volt, ahol 1971-ben különösen a köztársasági alkotmány megváltoztatásában vett részt, amely 1974-től előkészítette a terepet a jugoszláv alkotmány módosításához. Húsz évet töltött társadalmi elszigeteltségben. 1989-ben Josip Manolićcsal és másokkal együtt felkereste Franjo Tuđmant, és segített neki létrehozni a Horvát Demokratikus Közösséget (HDZ), Tuđman pedig kinevezte első belügyminiszterének. Reihl-Kir meggyilkolása után elbocsátották a miniszteri posztról. 1994-ben csatlakozott Manolić Horvát Független Demokratáihoz.
1994-ben Stjepan Mesićcsel és Josip Manolićcsal, valamint más képviselők egy csoportjával együtt részt vett egy parlamenti puccskísérletben. A kudarc után a Horvát Független Demokratákhoz csatlakozott. Gyakran megjelent a nyilvánosság előtt, és HDZ jobbszárnyát vádolta meg a háború provokálásáért. Megvádolta Josip Manolićot is azzal, hogy a Radmil Bogdanović akkori szerb rendőrminiszterrel együtt egymillió márkáért elintézte az 1991-ben Horvátországban letartóztatott és 20 hónapra ítélt Željko Ražnatović, Arkan szabadon bocsátását. Manolić tagadta ezeket az állításokat.
2011. november 2-án őrizetbe vették azzal a gyanúval, hogy a második világháború végén Károlyváros régióban háborús bűnt követett el. Azzal vádolták, hogy 1945 májusában a károlyvárosi járási OZNA vezetőjeként, Duga Resa környékéről és a környező területekről nagyszámú civilnek a duga resai börtönbe való elhurcolását és meggyilkolását rendelte el. Megvádolták, hogy együttműködött az usztasa hatóságokkal, bár erre nem volt valódi oka.
Vádat emeltek ellene amiatt is, hogy 1945. június 24-én a károlyvárosi börtönben elhelyezett 30 fős fogolycsoportból személyesen választott ki 12 dróttal megkötözött személyt, és likvidálta őket. A szemtanúk azt állították, hogy 1947. február 8-án géppisztollyal lelőtt két foglyot, akik megadták magukat neki, miután egy házban elrejtőztek. A vádirat minden egyes pontjában ártatlannak vallotta magát. Az Alkotmánybíróság november 29-én formai okok miatt hatályon kívül helyezte a Megyei Bíróság előzetes letartóztatást elrendelő határozatát, és hagyta, hogy megvédje magát. Szabadon engedték,  miután az Alkotmánybíróság megsemmisítette azt a határozatot, amellyel a Zágrábi Megyei Bíróság vizsgálatot indított ellene.

## Fordítás
Ez a szócikk részben vagy egészben  a   Josip Boljkovac című horvát Wikipédia-szócikk ezen változatának fordításán alapul.  Az eredeti cikk szerkesztőit annak laptörténete sorolja fel. Ez a jelzés csupán a megfogalmazás eredetét és a szerzői jogokat jelzi, nem szolgál a cikkben szereplő információk forrásmegjelöléseként.